# George Piranian
George Piranian (em armênio/arménio:  Գևորգ Փիրանեան; Thalwil, 2 de maio de 1914 – Ann Arbor, 31 de agosto de 2009) foi um matemático suíço-estadunidense de ascendência suíça e armeniana. Conhecido internacionalmente por sua pesquisa em análise complexa, sua associação com Paul Erdős e sua edição do Michigan Mathematical Journal.

## Formação e carreira
Piranian nasceu em Thalwil, perto de Zurique, Suíça. Seu pai, Patvakan Piranian, era originalmente da Armênia. George e seu irmão David em casa eram chamados de Gevorg e Davit, as versões armenianas de seus nomes. Sua família imigrou para Logan (Utah) (1929), onde Piranian recebeu um B.Sc. em agricultura e um M.Sc. em botânica (1937) na Universidade Estadual de Utah. Com uma Bolsa de Estudos Rhodes começou a estudar matemática na Universidade de Oxford.
Depois de retornar aos Estados Unidos Piranian obteve um Ph.D. em matemática na Universidade Rice em 1943, orientado por Szolem Mandelbrojt, com a tese A Study of the Position and Nature of the Singularities of Functions Given by Their Taylor Series.
Piranian ingressou no corpo docente da Universidade de Michigan em 1945.

## Editor doMichigan Mathematical Journal
Em 1952 Piranian fundou, junto com Paul Erdős, Fritz Herzog e Arthur John Lohwater, o Michigan Mathematical Journal; a liderança na edição foi assumida por Piranian em 1954.

### Orientador de Theodore Kaczynski
Na década de 1960 Piranian foi professor e orientador de Theodore Kaczynski, aluno de doutorado em matemática. Na década de 1990 Kaczynski foi condenado pelos crimes do Unabomber.